# Cheval en Normandie

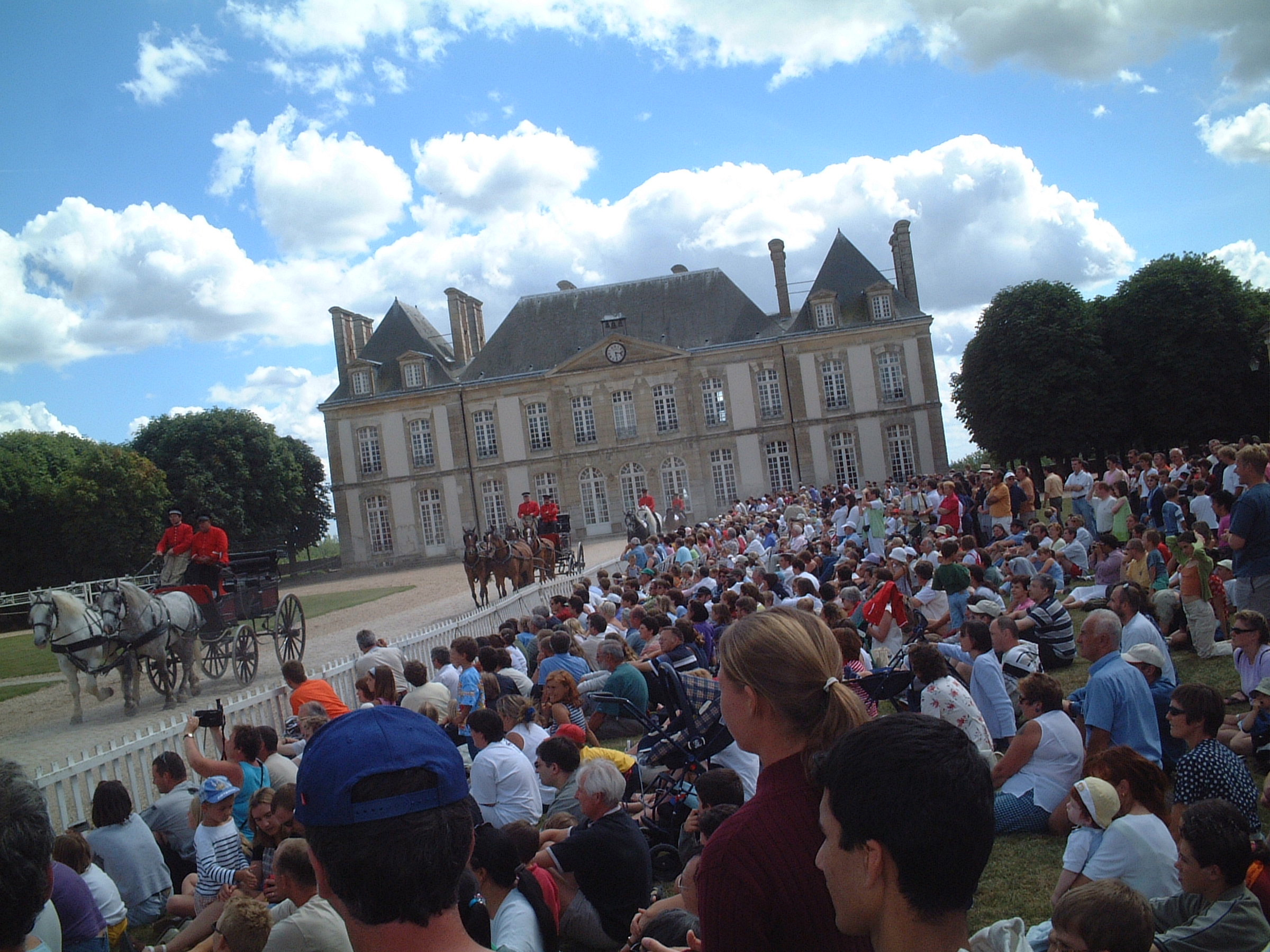
Présentation d'attelages au haras du Pin.

Le cheval en Normandie a une nette importance économique, notamment par l'élevage. Présent dès l'âge du Bronze, le cheval voit son élevage se développer avec l'instauration du haras du Pin. Le cheval reste une tradition très vivante dans cette région. La Normandie compte des hippodromes réputés, en particulier celui de Deauville. Elle organise des manifestations régulières, dont des événements internationaux tels que les jeux équestres mondiaux de 2014.

## Histoire

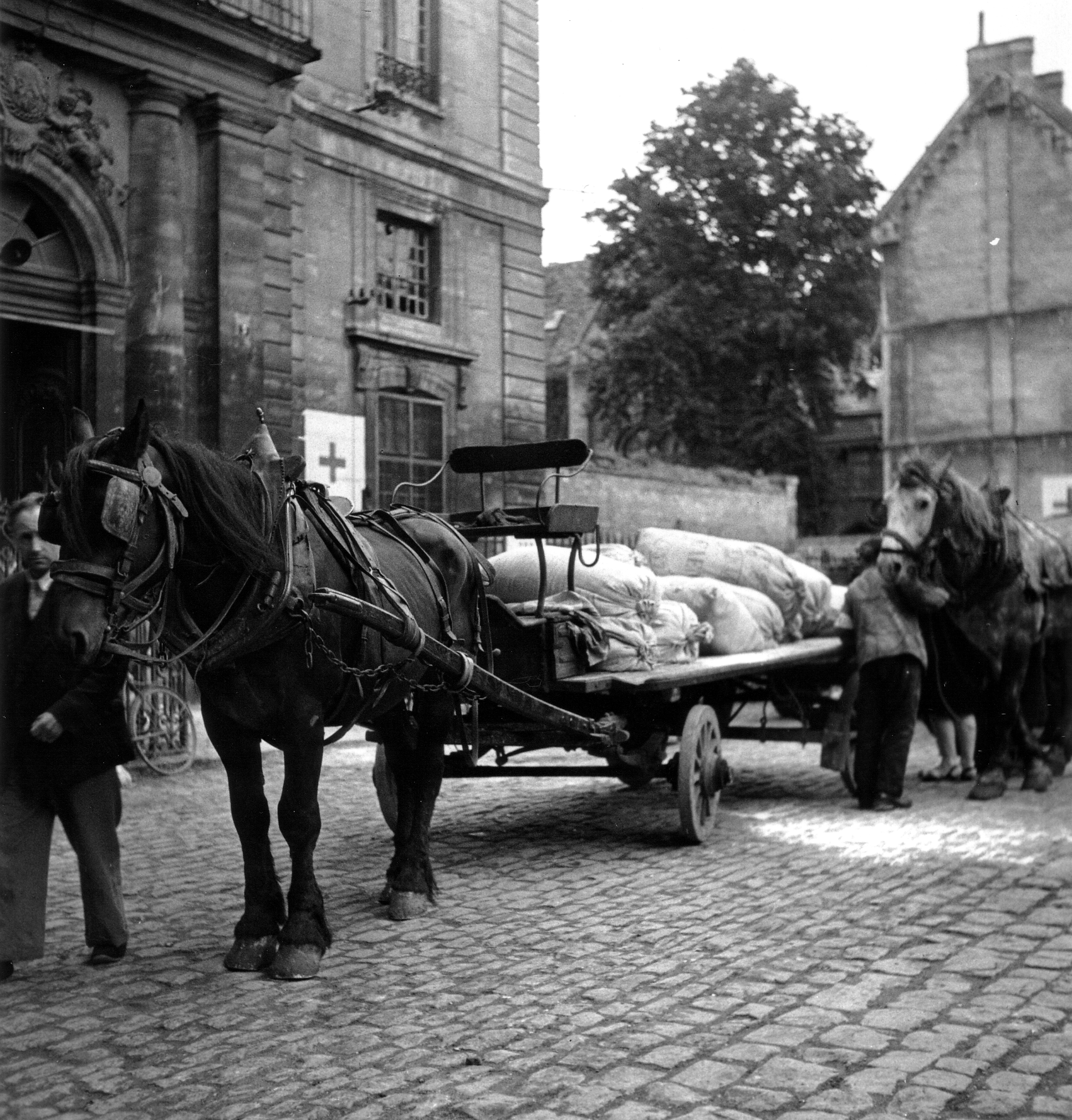
Cheval de trait à Caen en 1944.

Quelques indices laissent à supposer la présence de chevaux domestiques dans la région dès le Néolithique. Cependant, les preuves relevées à l'âge du bronze permettent d'affirmer sans ambiguïté que le cheval domestique se répand comme animal de prestige et de combat.
Pendant la monarchie de Juillet, en pleine « anglomanie équestre », le croisement des chevaux normands avec des demi-sangs et des Pur-sangs est préconisé. Les animaux locaux ont déjà bonne réputation. L'élevage du demi-sang se développe au détriment de celui des chevaux de luxe. Sous le Second Empire, le département de l'Orne est considéré comme le « haras de la France », fournissant à lui seul un nombre très élevé d'animaux. Sous l'Occupation, de nombreuses réquisitions de chevaux touchent la région et provoquent une révolte des locaux contre les Allemands.

## Économie
La Basse-Normandie est au début du XXIe siècle la première région d'élevage équin en France. Reconnue au niveau mondial tant pour les naissances de chevaux que pour les cavaliers, elle regroupe presque la moitié des naissances de chevaux de course en France. En 2005, la filière cheval normande a été reconnue « Pôle national de compétitivité » en Basse-Normandie. Dans toute la Normandie, de nombreux établissements de formation préparent aux métiers du cheval, depuis le CAP agricole jusqu'au Master de  Sciences et management de la filière équine. Il existe des spécificités selon les départements.

### Calvados
On compte 2 261 éleveurs répertoriés en 2012, dont 66 % élèvent des chevaux de course Pur-sangs et Trotteurs. Le Calvados compte aussi 92 centres équestres, 8 hippodromes, 17 centres de tourisme équestre, et un établissement dédié aux ventes de chevaux aux enchères à Deauville, Arqana. Son chiffre d'affaires est de 87 millions d'euros en 2011. Le cheval représente 4 431 emplois directs, soit 3 798 équivalents temps plein. Le Calvados a aussi la particularité d'avoir deux établissements de pointe en recherche équine : l'Institut pathologique du cheval (IPC) qui travaille avec deux équipes de recherche, et le Laboratoire départemental spécialisé dans les pathologies infectieuses équines. La région de Caen présente l'un des plus forts taux de présence de chevaux sur le sol français, avec une densité de 8,3 équidés/km² (données 2011). Une part importante de cette économie tient à la présence de propriétaires indépendants de chevaux de loisir.

### Eure
L'élevage des trotteurs et des Selle français est très présent, mais l'Eure est surtout un département de cavaliers et de sports équestres, l'un des premiers départements en France pour la pratique de l'équitation, la préparation et l'entraînement des chevaux. Le Village équestre de Conches est l'un des trois centres nationaux de formation d'enseignants d'équitation.

### Manche

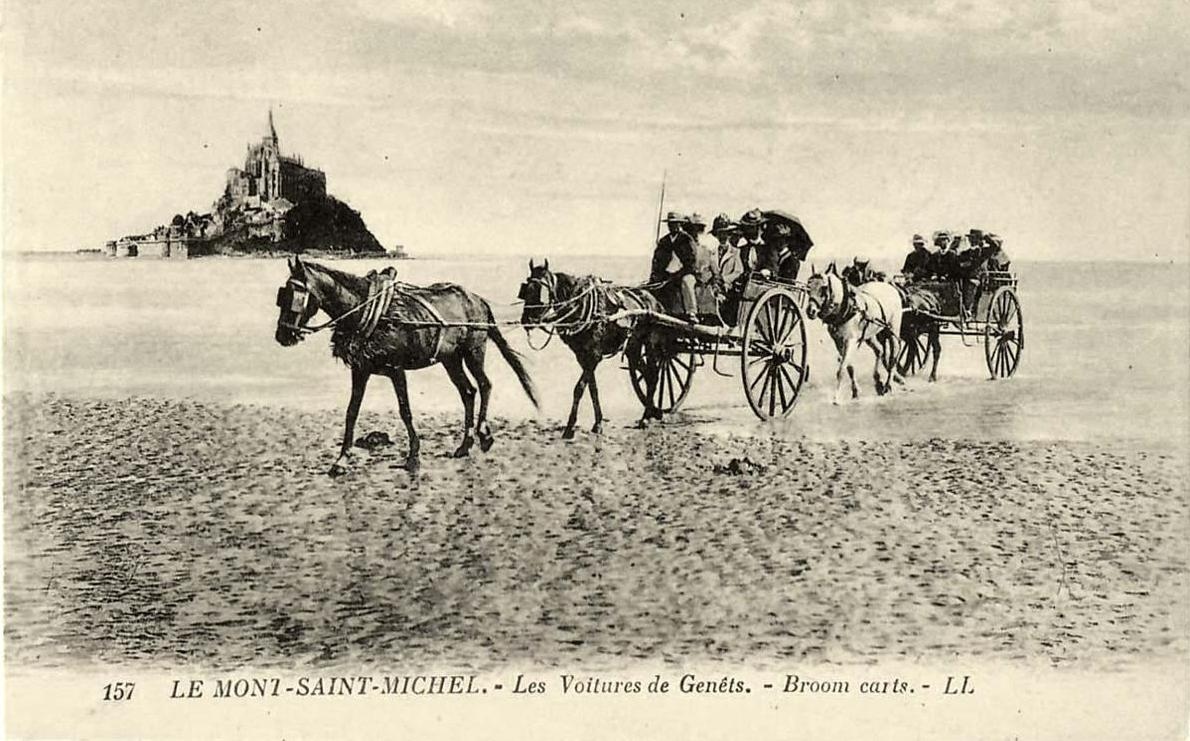
Voitures de Genêts dans la baie du Mont-Saint-Michel, vers 1900-1910.

La race Selle français domine nettement, avec des élevages à vocation selle et sport. De nombreux chevaux champions nationaux et internationaux de sport hippique sont nés dans la Manche. C'est aussi le département d'origine de la race Cob normand.

### Orne
L'Orne est un département d'élevage du cheval de course, le premier en France pour les trotteurs et le second pour les galopeurs. C'est également le berceau historique de la race Percheron et le département hébergeant le Haras national du Pin.

### Seine-Maritime
Au contraire, la Seine-Maritime a développé l'aspect touristique du secteur équestre, avec de nombreux itinéraires de promenades rurales et forestières sur plus de 1 000 kilomètres balisés pour les cavaliers. L'élevage est dirigé vers le Selle français et les chevaux de course.

### Manifestations
- Normandie Horse Show
- Equi'Days
- Jeux équestres mondiaux de 2014.

## Patrimoine

### Haras du Pin
Le premier des haras nationaux français établis par Colbert sur ordre de Louis XIV, le haras du Pin, est situé dans l'actuel département de l'Orne. Ce « Versailles du cheval » forme le plus ancien et le plus prestigieux des haras nationaux.

## Culture
De nombreuses légendes normandes associent cheval et cavalier. C'est surtout le département de l'Orne qui s'associe culturellement au cheval, l'animal lui ayant servi de logo pendant de nombreuses années.